# Royaume du Laos
1946–1975
Entités précédentes :
- Protectorat français du Laos

Entités suivantes :
- République démocratique populaire du Laos

Le royaume du Laos a été jusqu'en 1975 le régime politique du Laos, unifié sous l'égide du royaume de Luang Prabang en 1946. D'abord État associé de l'Union française et composante de la Fédération indochinoise, le Laos acquiert son indépendance pleine et entière en 1953 et 1954. La guerre civile qui oppose le gouvernement royal au Pathet Lao s'intensifie parallèlement à la guerre du Viêt Nam. Le conflit s'achève avec l'accès au pouvoir du Pathet Lao, vitrine officielle du Parti révolutionnaire populaire lao (parti communiste laotien) : l'abolition de la monarchie, fin 1975, laisse place à la république démocratique populaire du Laos.

## Historique

### Naissance du royaume

#### Contexte international
Depuis septembre 1940, à la suite d'accords entre le régime de Vichy et l'empire du Japon et des désaccords sur le terrain, le Japon occupe l'Indochine française.
En 1942, le gouvernement de Vichy, est destitué et défait en métropole par l'Allemagne nazie alliée du Japon. Le protectorat du Laos reste encore sous le contrôle de certains représentants de ce gouvernement.

#### Indépendance et révolution
Sisavang Vong, roi de Luang Prabang, proclame le 4 avril 1945 l'indépendance du pays, sous la contrainte des Japonais qui prennent le territoire aux Français, après l'avoir initialement refusé. Le Japon est défait par les États-Unis à la fin de la Seconde Guerre mondiale et capitule le 2 septembre 1945.
Le Premier ministre indépendantiste Phetsarath Rattanavongsa tente d'éviter le retour des Français. Le conflit opposant le monarque au gouvernement aboutit en octobre à la proclamation d'un nouveau gouvernement révolutionnaire, le roi est détrôné au profit de Phetsarath et mis en résidence surveillée.

### Rétablissement du royaume par les Français
Le retour des troupes françaises contraint les indépendantistes à la fuite en mai 1946 : Le roi, libéré, manœuvre alors pour maintenir l'unité du Laos au profit de la monarchie de Luang Prabang. Pour rétablir leur autorité au Laos, les Français doivent faire des compromis avec le gouvernement laotien. En juin 1946, une commission franco-laotienne se réunit pour réfléchir à l'avenir des institutions. Le 27 août 1946, la France et le Laos parviennent à définir un modus vivendi : le Laos accède à l'autonomie interne au sein de la Fédération indochinoise et de l'Union française et devient un pays unifié, doté d'un gouvernement central sous l'égide de la monarchie de Luang Prabang, avec Sisavang Vong comme souverain. Le prince Boun Oum renonce à ses droits sur le Champassak et le pays retrouve ses frontières de 1940. Le 15 décembre 1946, une assemblée est élue et, le 11 mai 1947, le Laos adopte sa première constitution. La France conserve néanmoins des pouvoirs importants au Laos, notamment par le biais de l'administration fédérale.

### Réorganisation du pays
Les indépendantistes du Pathet Lao demeurent néanmoins actifs et animent à Bangkok un gouvernement en exil. Si Phetsarath demeure nominalement le chef des opposants, le plus actif est son demi-frère le prince Souphanouvong, très lié au Việt Minh, qui relance dès 1947 des activités de guérilla avec le soutien de Hô Chi Minh. Le 28 juillet 1947, le roi propose aux insurgés une amnistie en échange de l'abandon de la lutte. La France, afin de stabiliser la situation, mène progressivement le Laos sur le chemin d'une indépendance mesurée : le 19 juillet 1949, Boun Oum, devenu Premier ministre, signe avec le président français Vincent Auriol une convention assurant au Laos une indépendance dans le cadre de l'Union française. Si le pays demeure un État associé à la France, il peut désormais devenir membre de toutes les organisations internationales. Le 16 janvier 1950, une délégation lao se rend à Saïgon pour établir les textes des conventions annexes : les anciens services fédéraux sont transférés au gouvernement du royaume. Les indépendantistes du mouvement Lao Issara/Pathet Lao se divisent : Phetsarath reste en exil mais renonce provisoirement à la lutte, et son frère Souvanna Phouma rentre au pays. Souphanouvong, l'autre frère, refuse cependant d'abandonner le combat.
Entre 1950 et 1953, le gouvernement royal réorganise l'administration du pays, forme de nouveaux fonctionnaires et recycle les anciens employés des services français. L'Armée nationale lao est fondée en 1950 (elle prendra en 1954 le nom d'Armée royale lao). Le pays accède à des représentations internationales, ouvrant en 1952 ambassades et légations en Thaïlande, au Royaume-Uni et aux États-Unis. Mais si le pays se développe politiquement, son administration demeure faible, et sans grand contrôle sur les régions éloignées. Le problème des minorités ethniques ne sont de surcroît pas traités. La classe politique est divisée entre les neutralistes menés par le prince Souvanna Phouma et la droite nationaliste menée par le prince Boun Oum. Souvanna Phouma devient Premier ministre en 1951.

### Début de la guerre civile

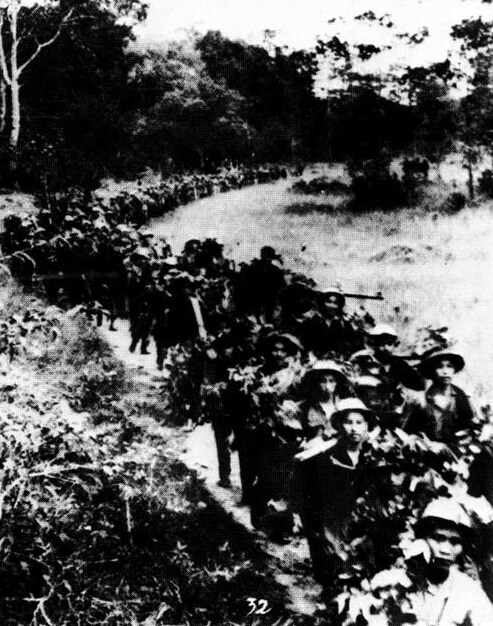
Les troupes nord-vietnamiennes marchant à travers le Laos, 1967.

De son côté, Souphanouvong ne désarme pas et, le 13 août 1950, relance les activités du Pathet Lao en formant, avec le soutien việt minh, un Front du Laos libre (Neo Lao Issara), dont il prend la présidence du comité central. Phetsarath est toujours reconnu comme le chef officiel du mouvement indépendantiste mais, depuis son exil thaïlandais, son influence est essentiellement symbolique. Les révolutionnaires s'infiltrent progressivement sur le territoire laotien, principalement dans les zones éloignées du pouvoir central, qui s'estiment négligées par la monarchie. Des cellules communistes laotiennes entrent en activité, en liaison avec le Parti des travailleurs du Viêt Nam, reformé en 1951. En avril 1953, le Laos est pleinement entraîné dans la guerre d'Indochine : la division régulière 312 de l'Armée populaire vietnamienne franchit la frontière laotienne avec le concours des bases du Pathet Lao. Les troupes việt minh s'avancent sur Luang Prabang tandis qu'une partie de la population fuit devant la mise à sac des villages. Le Việt Minh se replie finalement à trente kilomètres de Luang Prabang, mais laisse au Pathet Lao le contrôle d'une zone étendue, comprenant le plateau des Bolovens au sud, et plusieurs provinces du nord. La guerre civile laotienne a réellement commencé.

### Indépendance définitive
En septembre 1953, la France cède ses dernières compétences au gouvernement royal. Le 22 octobre, le royaume du Laos signe avec la France un traité d'amitié et d'association qui lui garantit de jouir pleinement de son indépendance. Les Français demeurent présents dans la vie politique laotienne, mais ont désormais le statut de conseillers.
À la conférence de Genève, le royaume du Laos tente en vain d'obtenir que le Pathet Lao n'apparaisse pas comme une instance officielle sur la scène internationale, mais les « Unités combattantes du Pathet Lao », représentées par le Việt Minh à la conférence, sont finalement mentionnées dans les textes des accords. Le 21 juillet 1954, par la signature des accords de Genève, la France reconnaît l'indépendance pleine et entière des pays de l'ancienne Indochine française. La France conserve provisoirement, sur le territoire laotien, 1 500 militaires destinés à entraîner l'Armée nationale lao, ainsi que 3 500 soldats dans deux bases. Dès la signature des accords, le pays est parcouru par une forte agitation, et bruit de rumeurs de coup d'État, ou d'un retour au pouvoir de Phetsarath. Une grave crise politique éclate après l'assassinat du ministre de la défense Kou Voravong. Le gouvernement de Souvanna Phouma démissionne, pour laisser la place à celui de Katay Don Sasorith. Une partie de la classe politique laotienne accuse la Thaïlande d'avoir organisé l'attentat pour déstabiliser le royaume, et les Thaïlandais réagissent en accusant Phoui Sanakinone, ancien Premier ministre ayant lui-même réchappé à l'attentat, d'avoir fait assassiner Kou Voravong car ce dernier étant favorable à la réconciliation avec le Pathet Lao. Les forces du Pathet Lao sont les principales bénéficiaires de la confusion politique.

### Paix provisoire
Les accords de Genève, qui ont rejeté toute idée de partition du Laos, stipulent que le royaume devra entamer des pourparlers avec le Pathet Lao, en vue de la participation de ce dernier aux élections prévues en 1955. Le Pathet Lao, entretemps, profite de l'accès à l'indépendance, et voit grandir la popularité de Souphanouvong, qui s'en attribue le mérite. Plusieurs milliers de villageois, espérant une amélioration de leur situation, partent vers les provinces de Sam Neua et Phongsaly, fief des rebelles. Le 21 novembre 1954, des pourparlers difficiles s'ouvrent entre les deux parties. Le Parti du peuple lao, parti communiste conçu comme une branche du Parti des travailleurs du Viêt Nam, a été fondé secrètement autour d'un petit noyau de 300 cadres, formés par les Nord-Vietnamiens. Le Pathet Lao, toujours dirigé par Souphanouvong flanqué de Kaysone Phomvihane, continue d'en constituer la vitrine officielle.
Le 19 décembre 1955, le royaume du Laos est admis à l'Organisation des Nations unies. En janvier 1956, le Pathet Lao fonde le Front patriotique lao (Neo Lao Hak Sat, NLHS), légalisé l'année suivante en tant que parti politique. Souvanna Phouma, revenu au pouvoir après les élections, convient avec son demi-frère Souphanouvong d'élections complémentaires avec la présence du NLHS. Un accord est signé par Souvanna Phouma avec Phetsarath Rattanavongsa, revenu de son exil thaïlandais, et un gouvernement de coalition est formé le 19 novembre 1957. En février 1958, les forces armées du Pathet Lao sont intégrées à l'Armée royale lao et les élections partielles de 1958, au cours desquelles le NLHS remporte les provinces de Sam Neua et Phong Saly, semblent parachever la réconciliation. Neutraliste, Souvanna Phouma prône une politique de bon voisinage avec les pays voisins. Bien que le Front patriotique du Pathet Lao soit loin d'avoir la majorité à l'Assemblée, leur succès électoral et la politique neutraliste du gouvernement représentent un camouflet pour la droite pro-américaine et pour les États-Unis, de plus en plus présents dans le pays.

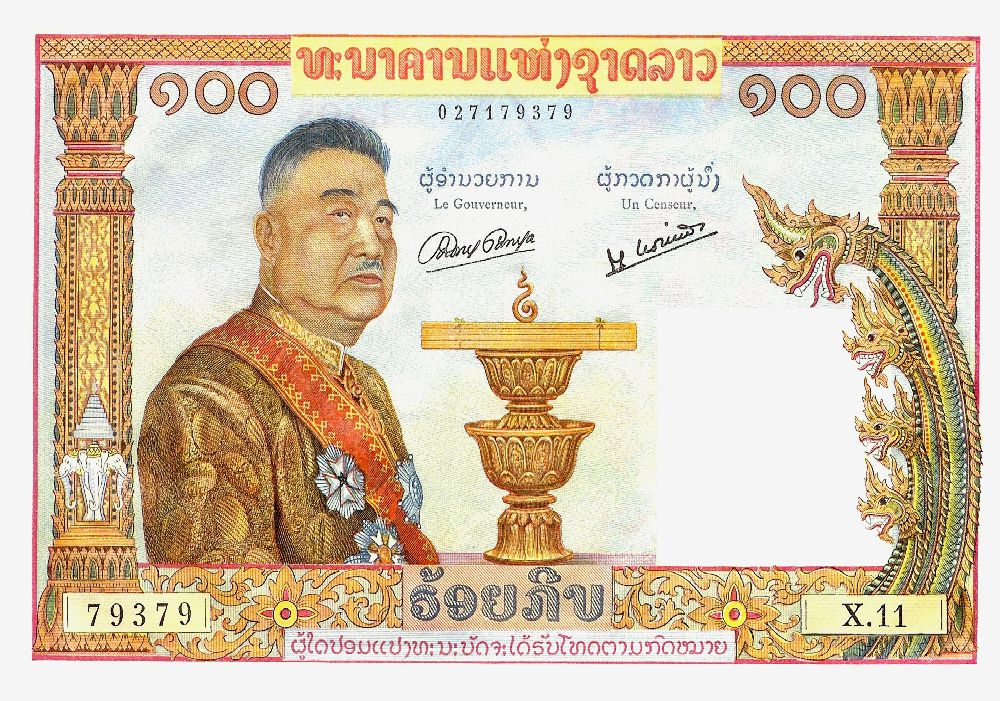
Billet de 100 kip (1957) à l'effigie du roi Sisavang Vong.

### Reprise du conflit et instabilité politique
La droite laotienne n'admet cependant pas l'accord avec les « rouges » du Pathet Lao/NLHS. En juin 1958, la pression de l'Assemblée et la suspension de l'aide financière économique des États-Unis obligent Souvanna Phouma à démissionner. Phoui Sananikone redevient Premier ministre et aligne nettement le gouvernement sur la politique des États-Unis. En mai 1959, le gouvernement fait arrêter les chefs Pathet Lao présents à Vientiane, à commencer par Souphanouvong. À l'été 1959, le Pathet Lao reprend le contrôle des provinces du Nord-Est, tandis que ses forces armées se séparent de l'armée royale et reprennent le maquis. Le roi Sisavang Vong meurt en octobre 1959, laissant le trône à son fils Savang Vatthana, également pro-américain. En décembre, le mandat de Phoui Sanakinone arrivant à son terme, le général Phoumi Nosavan tente de se faire nommer Premier ministre, mais doit finalement se contenter du poste de ministre de la Défense. L'influence de l'armée sur la vie politique se fait de plus en plus prégnante : Phoumi Nosavan fait adopter une nouvelle loi électorale qui assure à ses partisans, lors des élections d'avril 1960 marquées par une fraude massive, une confortable majorité. Si Souvanna Phouma est élu président de l'Assemblée nationale, le nouveau gouvernement est dominé par les partisans de Phoumi. Le 23 mai 1960, le gouvernement subit un sérieux revers avec l'évasion des chefs Pathet Lao incarcérés. Le 8 août 1960, un coup d'État organisé par l'officier Kong Le remet au pouvoir Souvanna Phouma, qui renoue avec le neutralisme. Les États-Unis s'inquiètent de l'instabilité politique du pays, et craignent un alignement sur les pays communistes de la région : ils suspendent d'abord leur aide financière au Laos, puis la reprennent dès le mois d'octobre quand l'Union soviétique se propose pour leur suppléer. Le gouvernement neutraliste de Souvanna Phouma est éphémère et, dès le mois d'août, Phoumi Nosavan, soutenu par les États-Unis et la Thaïlande, promet de reprendre la capitale par la force. Le 11 décembre 1960, le gouvernement est renversé quand les troupes de Phoumi Nosavan marchent sur Vientiane et que le général réunit une assemblée de députés pour démettre Souvanna Phouma. Le roi accepte le résultat du vote,. Le 12 décembre, Souvanna Phouma est remplacé par Boun Oum, chef de la droite nationaliste : le chef de file des neutralistes continue néanmoins à se présenter comme le Premier ministre légitime, bien que les troupes de Phoumi Nosavan prennent Vientiane dès le 17. Les neutralistes de Kong Le forment alors une alliance de fait avec le Pathet Lao et le Nord-Viêt Nam, dont les troupes pénètrent au Laos, repoussant les troupes gouvernementales. Finalement, un accord entre les Soviétiques et la nouvelle administration américaine de John Fitzgerald Kennedy impose en juin 1961 un nouveau retour de Souvanna Phouma, et prévoit la formation d'un nouveau gouvernement de coalition, comprenant Boun Oum et Souphanouvong. Après de longues négociations, le nouveau gouvernement de Souvanna Phouma prend ses fonctions le 23 juin 1962,.
Le 23 juillet 1962, une conférence réunissant quatorze pays ainsi qu'une délégation du Pathet Lao, et présidée par Norodom Sihanouk, chef de l'État du royaume du Cambodge, aboutit à un nouvel accord sur la neutralité et l'indépendance du Laos. Mais le pays est pris dans la tension que connaît l'ensemble de la région indochinoise. 1 800 Marines de l'armée des États-Unis sont bientôt postés à la frontière laotienne.
Malgré la volonté de neutralisme du gouvernement de Souvanna Phouma, le royaume du Laos continue d'être soumis à une forte influence politique et financière des États-Unis, qui contribue largement au fonctionnement de sa police et de son armée. Un budget de 481 milliards de dollars est consacré à l'aide du Laos, dont 153 dédiés, entre 1955 et 1963, au fonctionnement de l'Armée royale lao. Une partie des services de l'État laotien vivent sous perfusion financière des États-Unis, dont les représentants installent dès 1955 à Vientiane ce qui est parfois décrit comme une sorte de gouvernement parallèle. Dès le 1er avril 1963, à la suite de l'assassinat du ministre des Affaires étrangères, les ministres du Pathet Lao quittent la capitale en prétextant le manque de sécurité. Le Nord-Viêt Nam a encore environ 10 000 soldats sur le territoire laotien et développe la piste Hô Chi Minh, longue ligne de ravitaillement et de communication pour ses troupes, au nord et à l'est du Laos, dans les zones Pathet Lao.
La guerre du Viêt Nam influe grandement sur le déroulement de la guerre civile laotienne : Souvanna Phouma ayant souhaité transférer le siège du gouvernement à Luang Prabang, ville en territoire « neutraliste », pour éviter de se trouver à Vientiane en zone« phoumiste », deux généraux de droite le font arrêter le 19 avril. Il est finalement libéré sur injonction du Secrétaire d'État américain Dean Rusk et maintenu au pouvoir, mais est désormais virtuellement l'otage des forces de droite. Souvanna Phouma annonce la fusion de son armée et de celle de Phoumi et appelle le Pathet Lao à l'imiter : le camp de Souphanouvong refuse, reprenant les hostilités ouvertes. Dès le mois de mai 1964, le Laos est régulièrement bombardé par l'aviation américaine, qui tente de couper les lignes de ravitaillement Viêt-Cong de la piste Hô Chi Minh. Les zones tenues par le Front patriotique du Pathet Lao, considérées comme des bases arrière nord-vietnamiennes, sont régulièrement bombardées. En février 1971, les troupes sud-vietnamiennes pénètrent en territoire laotien pour couper la piste, mais sont repoussés par leurs adversaires, tandis que le Pathet Lao maintient ses positions. La droite nationaliste, affaibli par le conflit, par la baisse des subsides américains, et par la corruption qui règne dans ses rangs, disparaît progressivement du paysage politique, laissant face à face les neutralistes et le Pathet Lao. Dépassé par la situation, ne contrôlant plus qu'environ un tiers du pays, le gouvernement royal de Souvanna Phouma reprend ses négociations avec le Front patriotique.

### Prise du pouvoir par les communistes et fin de la monarchie
En 1973, dans la foulée des accords de paix de Paris, les différentes parties laotiennes parviennent elles-mêmes à un accord de cessez-le-feu, signé le 12 février. En avril, Souphanouvong fait une entrée triomphale dans la capitale. Un gouvernement provisoire d'union nationale, comprenant neutralistes, droitistes et Pathet Lao et présidé par Souvanna Phouma, voit le jour le 5 avril 1974 : Souphanouvong est président du Conseil politique consultatif. Le Parti communiste laotien, rebaptisé Parti révolutionnaire populaire lao et présidant toujours secrètement aux destinées du Pathet Lao, se prépare cependant à prendre le contrôle du pays, dans un processus parfois comparé au coup de Prague : ses visées sont aidées par la mauvaise santé de Souvanna Phouma, qui est victime d'une crise cardiaque en juillet et reste inactif jusqu'en novembre. Souphanouvong fait voter par le Conseil un programme réformiste, préparant en douceur la prise du pouvoir. La gauche organise des manifestations contre les éléments droitistes du gouvernement de coalition, en vue de le déstabiliser. Le roi visite quant à lui la zone Pathet Lao, dont il légitime ainsi l'existence.
En mai 1975, alors que les Khmers rouges sont entrés dans Phnom Penh et les Nord-Vietnamiens à Saïgon, les communistes laotiens passent à l'offensive en formant dans de nombreuses villes des comités révolutionnaires. Ayant perdu l'espoir d'une aide de la part des États-Unis, les ministres de droite démissionnent les uns après les autres. Le Pathet Lao prend le contrôle des forces de police, tandis que les services civils américains évacuent le pays. Le 23 août 1975, le Comité révolutionnaire prend ouvertement le pouvoir tandis que l'Armée de libération et de défense lao entre dans Vientiane. Début novembre ont lieu des élections municipales dont le Conseil consultatif a choisi tous les candidats. Le pays étant soumis à un embargo par la Thaïlande à la suite d'incidents de frontière, la situation économique du Laos est désastreuse. Souvanna Phouma se joint à Souphanouvong et à Phoumi Vongvichit, secrétaire général du parti, pour prier le roi d'abdiquer. Savang Vatthana s'exécute le 1er décembre et, le 2 décembre 1975, une assemblée secrète des divers groupes liés au Pathet Lao abolit la monarchie. La République démocratique populaire lao est proclamée le 4 décembre. Souvanna Phouma, désireux d'éviter un bain de sang, cède lui aussi sa place à un gouvernement provisoire dirigé par Kaysone Phomvihane. Souphanouvong prend la tête d'une assemblée constituante et est élu président de la République. Souvanna Phouma et l'ancien roi deviennent « conseillers politiques ». Le roi, le prince héritier et une grande partie de la maison de Luang Prabang seront finalement déportés dans des camps de concentration — dits « séminaires de formation ou de rattrapage idéologique » — où 34 des membres de la famille royale périront.